# سیارک ۱۶۰۵۱
سیارک ۱۶۰۵۱ (به انگلیسی: 16051 Bernero، نامگذاری:1999JF36) شانزده هزار و پنجاه و یکمین سیارک کشف شده‌است که در ۱۰ مه ۱۹۹۹ کشف شد.
قدر مطلق سیارک برابر ۱۷.۸ است.